# Marc Rebés
 Marc Rebés (* 3. Juli 1994) ist ein andorranischer Fußballspieler.

## Karriere

### Verein
Rebés begann seine Karriere 2013 beim andorranischen Rekordmeister FC Santa Coloma, wo er seitdem spielt. In den Jahren 2014, 2015, 2016, 2017 und 2018 wurde er jeweils Meister und 2018 zudem Pokalsieger mit seinem Verein. Er sammelte außerdem bei Qualifikationsspielen zur Champions- und Europa League auch schon internationale Erfahrungen.

### Nationalmannschaft
Er spielte für die U-17, U-19 und für die U-21 Andorras, sein Debüt für die A-Nationalmannschaft gab er am 6. Juni 2015 bei einem Freundschaftsspiel gegen Äquatorialguinea. Zu größerer Bekanntheit gelangte er durch sein Kopfballtor in der 26. Minute gegen Ungarn im Zuge der Qualifikation zur WM 2018. Sein Tor bescherte seinem Land den ersten Pflichtspielsieg seit 66 Partien.